# ريديان فون
ريديان فون (بالإنجليزية: Rhydian Vaughan)‏ (بالصينية: 鳳小岳) هو ممثل تايواني، ولد في 10 مارس 1988 في فرنسا.

## وصلات خارجية
- ريديان فون على موقع IMDb (الإنجليزية)
- ريديان فون على موقع ميوزك برينز (الإنجليزية)
- ريديان فون على موقع أول موفي (الإنجليزية)
- ريديان فون على موقع قاعدة بيانات الفيلم (الإنجليزية)
- ريديان فون على موقع كينوبويسك (الروسية)